# Nevada City (Nevada)
Para la localidad en el condado de Nevada en California, véase Nevada City
Nevada City es un pueblo fantasma en el condado de Churchill, Nevada, Estados Unidos.
Este pueblo es cuna del autor Richard Walton Tully (1877-1945), novelista mayormente conocido por su obra The Bird of Paradise